# フィリップ (ヘッセン＝フィリップスタール方伯)
フィリップ（Philipp von Hessen-Philippsthal, 1655年12月14日 - 1721年6月18日）は、ドイツのヘッセン＝フィリップスタール方伯（在位：1663年 - 1721年）。ヘッセン＝カッセル方伯領の領邦主権（Landeshoheit）の無い分邦フィリップスタール方伯家諸家の始祖にあたる。

## 生涯
ヘッセン＝カッセル方伯ヴィルヘルム6世と、その妻であるブランデンブルク選帝侯ゲオルク・ヴィルヘルムの娘ヘートヴィヒ・ゾフィーの間の三男として生まれた。1663年の父の遺言では年金受給の権利のみを保証されただけだったが、1683年の母の死去時には、母の所有する諸城の一部とバルヒフェルトの世襲代官（Erbvogtei）の地位を与えられた。これに先立つ1678年には、兄のカッセル方伯カールから、相続人の絶えたヴェルゼーベ家の所領ヘルレスハウゼンを封土（レーエン）として授けられ、後には正式な所領として認められた。1683年9月12日のカーレンベルクの戦い（第二次ウィーン包囲）に従軍した。またヴェラ川河畔の旧クロイツベルク修道院（Kloster Kreuzberg）を与えられ、この修道院を改築してフィリップスタール城と名付け、居館とした。

## 子女
1680年4月16日にカッセルにおいて、ゾルムス＝ラウバッハ伯カール・オットーの娘カタリーナ・アマーリエ（1654年 - 1736年）と結婚し、間に8人の子女をもうけた。
- ヴィルヘルミーネ（1681年 - 1699年）
- カール（1682年 - 1770年） - ヘッセン＝フィリップスタール方伯
- アマーリエ（1684年 - 1754年）
- アメーネ（1685年 - 1686年）
- フィリップ（1686年 - 1717年） - 1714年、マリー・フォン・リンブルク＝シュティルムと結婚
- フリーデリケ（1688年 - 1761年）
- ヴィルヘルム（1692年 - 1761年） - ヘッセン＝フィリップスタール＝バルヒフェルト方伯
- ゾフィー（1695年 - 1728年） - 1723年、シュレースヴィヒ＝ホルシュタイン＝ゾンダーブルク＝ベック公ペーター・アウグストと結婚